# Листи Дж. Р. Р. Толкіна
Листи Дж. Р. Р. Толкіна (англ. The Letters of J. R. R. Tolkien) — збірка листів Джона Толкіна, опублікована у 1981 році, під редакцією біографа Толкіна Гемфрі Карпентера за сприяння Крістофера Толкіна. Добірка містить 354 листи, написані між жовтнем 1914 року, коли Толкін був студентом Оксфордського університету, та 29 серпням 1973 року, за чотири дні до його смерті.

## Категорії
Листи можна умовно розділити на чотири категорії:
1. Особисті листи до дружини Едіт, сина Крістофера Толкіна та інших його дітей,
2. Листи Толкіна як професора англосаксонської мови
3. Листи до його видавців в Allen & Unwin, в яких пояснюється невиконання термінів і пов'язані з теми
4. Листи про Середзем'я

Остання категорія особливо цікавить шанувальників Толкіна, оскільки вона містить багато інформації про Середзем'я, яку ніде не знайти у творах Толкіна.
У листах 29 і 30 розповідається, що під час перекладу «Гобіта» у 1938 році, німецька фірма поцікавилася, чи Толкін має арійське походженням. Толкіна це обурило, і він написав два варіанти можливих відповідей для свого видавця на вибір. Перший варіант втрачений — у ньому Толкін, як вважається, відмовився давати будь-які заяви про своє расове походження. Другий, що залишився:
|  | Дякую за Ваш лист... Я шкодую, що мені незрозуміло, що Ви маєте на увазі, під арійцем. Я не арійського походження: тобто індоіранського; наскільки мені відомо, ніхто з моїх предків не розмовляв індустанською, перською, циганською чи будь-якими суміжними діалектами. Але якщо я правильно розумію, що ви запитуєте, чи маю я єврейське походження, то я можу лише відповісти, що шкодую, що у мене, здається, немає предків цього обдарованого народу. |